# T.N.T.
T.N.T. – drugi album studyjny australijskiego zespołu AC/DC. Został wydany tylko w Australii, w grudniu 1975 roku. Siedem z dziewięciu utworów jest autorstwa Angusa Younga, Malcolma Younga, i Bona Scotta. Utwór „Can I Sit Next to You Girl” jest autorstwa braci Youngów, a piosenka „School Days” jest coverem utworu Chucka Berry’ego.
Album oryginalnie został wydany przez wytwórnię Albert Productions, i nigdy nie był wydawany przez inną wytwórnię. Niemniej jednak większość piosenek z tego albumu została zamieszczona na ogólnoświatowym wydaniu albumu High Voltage, wydanym przez wytwórnię Atco w maju 1976 r.

## Opis albumu
T.N.T. wyróżnia zmiana kierunku w porównaniu z debiutanckim albumem, High Voltage, wydanym w lutym 1975 r. High Voltage prezentuje głównie muzykę z wpływami glam rocka, a T.N.T. już w pełni ujawnia formułę dzięki której zespół stał się sławny w przyszłości: rock & roll oparty na R&B z wysokim poziomem zniekształceń w prowadzącej i rytmicznej gitarze. Album zawiera niektóre z najbardziej znanych utworów zespołu, jak „It’s a Long Way to the Top (If You Wanna Rock ’n’ Roll)”, „The Jack”, czy tytułowy „T.N.T.”
T.N.T. również doprowadził do kolejnych występów AC/DC w australijskim programie muzycznym, Countdown, w którym zespół zaczął występować od wydania debiutanckiego albumu High Voltage. Te występy zawierają wykonanie utworu „T.N.T.”, jak i również słynny dziś teledysk do utworu „It’s a Long Way to the Top (If You Wanna Rock ’n’ Roll)”.
Teledysk został nakręcony 23 lutego 1976 r. Prezentuje on członków zespołu, razem z członkami zespołu Rats of Tobruk Pipe Band na tyłach ciężarówki jadącej ulicą Swanston w Melbourne, Australia. 1 października 2004 r., alei Korporacyjnej w Melbourne zmieniono nazwę na aleję ACDC jako hołd dla AC/DC. Na wybór tej ulicy wpływ miał między innymi ten teledysk, ponieważ ulica Swanston jest położona w pobliżu tej alei.

## Ogólnoświatowe wydanie
T.N.T. jest jedynym australijskim albumem studyjnym AC/DC, który nie ma ogólnoświatowego odpowiednika. Niemniej jednak, siedem z dziewięciu utworów z tego albumu wypełnia ogólnoświatowe wydanie albumu High Voltage, wydanego w maju 1976 r. Pozostałe dwa utwory zostały zamieszczone na innych wydaniach, „Rocker” znaleźć można na ogólnoświatowym wydaniu albumu Dirty Deeds Done Dirt Cheap, wydanego w listopadzie 1976 r., a utwór „School Days” został zamieszczony na kompilacji Bonfire, wydanej w listopadzie 1997 r.

## Lista utworów
| 1. | „It’s a Long Way to the Top (If You Wanna Rock ’n’ Roll)” | 5:15  |
|    |                                                           |       |
| 2. | „Rock ‘n’ Roll Singer”                                    | 5:04  |
|    |                                                           |       |
| 3. | „The Jack”                                                | 5:51  |
|    |                                                           |       |
| 4. | „Live Wire”                                               | 5:50  |
|    |                                                           |       |
| 5. | „T.N.T.”                                                  | 3:34  |
|    |                                                           |       |
| 6. | „Rocker”                                                  | 2:49  |
|    |                                                           |       |
| 7. | „Can I Sit Next to You Girl” (Young, Young)               | 4:11  |
|    |                                                           |       |
| 8. | „High Voltage”                                            | 4:02  |
|    |                                                           |       |
| 9. | „School Days” (Chuck Berry)                               | 5:23  |
|    |                                                           |       |
|    |                                                           | 41:59 |
|    |                                                           |       |
- Kompozytorami (oprócz wymienionych w nawiasach) wszystkich utworów są Angus Young, Malcolm Young, i Bon Scott.
- Wydanie winylowe zawiera dłuższe wersje utworów „Rocker” i „High Voltage”. Wydanie CD zawiera skrócone wersje.

## Twórcy

### Wykonawcy
- Angus Young – gitara prowadząca
- Malcolm Young – gitara rytmiczna
- Bon Scott – śpiew
- Phil Rudd – perkusja
- Mark Evans – gitara basowa

### Produkcja
- Producenci: Harry Vanda, George Young